# Rickettsia
Rickettsia (Rickettsia) este un gen de bacterii mici Gram-negative intracelulare din grupul alfaproteobacteriilor (familia Rickettsiaceae, ordinul Rickettsiales), multe patogene pentru om și animale, transmise la om prin înțepătura, mușcătura sau dejecțiile păduchilor, puricilor, căpușelor sau a altor acarieni. Rickettsiile sunt agenții patogeni ai diferitelor rickettsioze umane (aproximativ 15 rickettsioze), de ex., Rickettsia prowazekii este agentul patogen al tifosului exantematic, Rickettsia mooserii (Rickettsia typhi) al tifosului murin, Rickettsia rickettsii al febrei pătate a Munților Stâncoși, Rickettsia conorii al febrei butonoase etc.
Utilizarea tehnicilor filogeniei moleculare, în special studiul secvențelor genelor care codifică ARN 16S, permit în prezent distingerea a două grupe principale de specii: grupul tifosului și grupul febrei butonoase-pătate. Studiile de filogenie moleculară pledează pentru ideea că rickettsiile ar fi precursorii mitocondriilor din celulele eucariote.  Există circa 40 de specii nepatogene pentru om, izolate de la artropode, în special de la căpușe, și de la mamifere. Câteva bacterii incluse mai înainte în genul rickettsiilor sunt incluse astăzi în alte genuri (Bartonella, Ehrlichia, Orientia,  etc.).
Rickettsiile sunt bacterii pleomorfe (coci izolați sau perechi, cocobacili, bacili sau filamente) cu dimensiuni medii 0,3-0,7 × 1-2 µm. Genomul lor este mic (300-400 de gene). Au o activitate metabolică independentă și enzime pentru producerea de energie și activitate biosintetică autonomă față de gazdă care le furnizează nutrienți, NAD+ și CoA. Membranele celulare ale rickettsiilor sunt permeabile și le permite un schimb ușor cu celula-gazdă, dar aceasta este un inconvenient major pentru supraviețuirea lor în mediul extern.
Se înmulțesc prin diviziune, obligat intracelular la vertebrate sau artropode. Unele specii sunt găzduite numai de artropode ca organisme parazite sau mutualiste. Nu pot fosforila glucoza și generează ATP prin oxidarea glutamatului. De aceea cultivă numai în gazde vii: animale de laborator, sacul vitelin al embrionului de găină, culturi de celule. Rezervorul rickettsiilor sunt adesea mamiferele, în special rozătoarele, dar poate fi, de asemenea, și strict uman. Rickettsiozele sunt transmise prin înțepătura vectorilor, prin gratajul tegumentului contaminat cu fecalele păduchilor sau puricilor infectați și, rar, prin inhalarea aerosolilor rezultați din fecalele acestor vectori. Rickettsiile trec repede din fagosom în citoplasmă unde se înmulțesc. Unele invadează și se înmulțesc în nucleu. Foarte fragile în mediul extern, s-au adaptat la transmiterea prin vectori biologici. Se dezvoltă extracelular în intestinul de păduche și in vitro pe agar-sânge. Rickettsiile tifosului și febrelor pătate au peretele format din peptidoglican, membrană externă, lipopolizaharid și o microcapsulă cu două proteine multimerice care îi dau aspect cristalin. Au un antigen solubil, extras prin eter, specific de grup, și un antigen corpuscular specific de specie. Rickettsiile nu elaborează exotoxine. Principalul factor de virulență al rickettsiilor este capacitatea de a se fixa, de a invada și de a se multiplica în celulele endoteliale. Acumulate intracelular inhibă activitatea enzimelor cheie pentru protecția celulară față de explozia respiratorie: catalaza, glucozo-6-fosfatdehidrogenaza, glutation peroxidaza. Rezultă nivele crescute ale radicalilor de oxigen care peroxidează lipidele membranare. Leziunile celulelor endoteliale și a musculaturii netede subjacente inițiază lanțul patogenetic al rickettsiozelor.
Rickettsiile pot fi observate microscopic prin colorații speciale: Gimenez sau Machiavello. Rickettsiile pot fi cultivate pe culturi de celule. Depistarea lor se efectuează în probele de sânge sau biopsii prin culturi celulare, în reacția de polimerizare în lanț (PCR), imunofluorescență directă, dar, în practică, serologia este cea mai utilizată metodă de diagnostic. Rickettsia sunt sensibile la diferite antibiotice, mai ales la cicline și fluorochinolone.
Denumirea Rickettsia a fost dată în cinstea lui Howard Taylor Ricketts, epidemiolog american care a murit de tifos în 1910. H. T. Ricketts a fost primul care a asociat rickettsiile cu febra pătată a Munților Stâncoși, 1906-1909, și respectiv cu tifosul exantematic, 1911.